# Elezioni governatoriali a San Pietroburgo del 2019
Le elezioni governatoriali a San Pietroburgo del 2019 si sono tenute l'8 settembre.

## Risultati
| Liste             | Voti               | %         | Seggi |
| ----------------- | ------------------ | --------- | ----- |
| Aleksandr Beglov  | Russia Unita       | 734.903   | 64,43 |
| Nadežda Tichonova | Russia Giusta      | 192.114   | 16,84 |
| Michail Amosov    | Piattaforma Civica | 182.797   | 16,03 |
| Totale            | Totale             | 1.109.814 |       |
| Voti non validi   | Voti non validi    | 30.795    | 2,70  |
| Totale            | Totale             | 1.140.609 | 100   |
| Elettori          | Elettori           | 3.814.877 |       |